# قیزقلعه‌سی

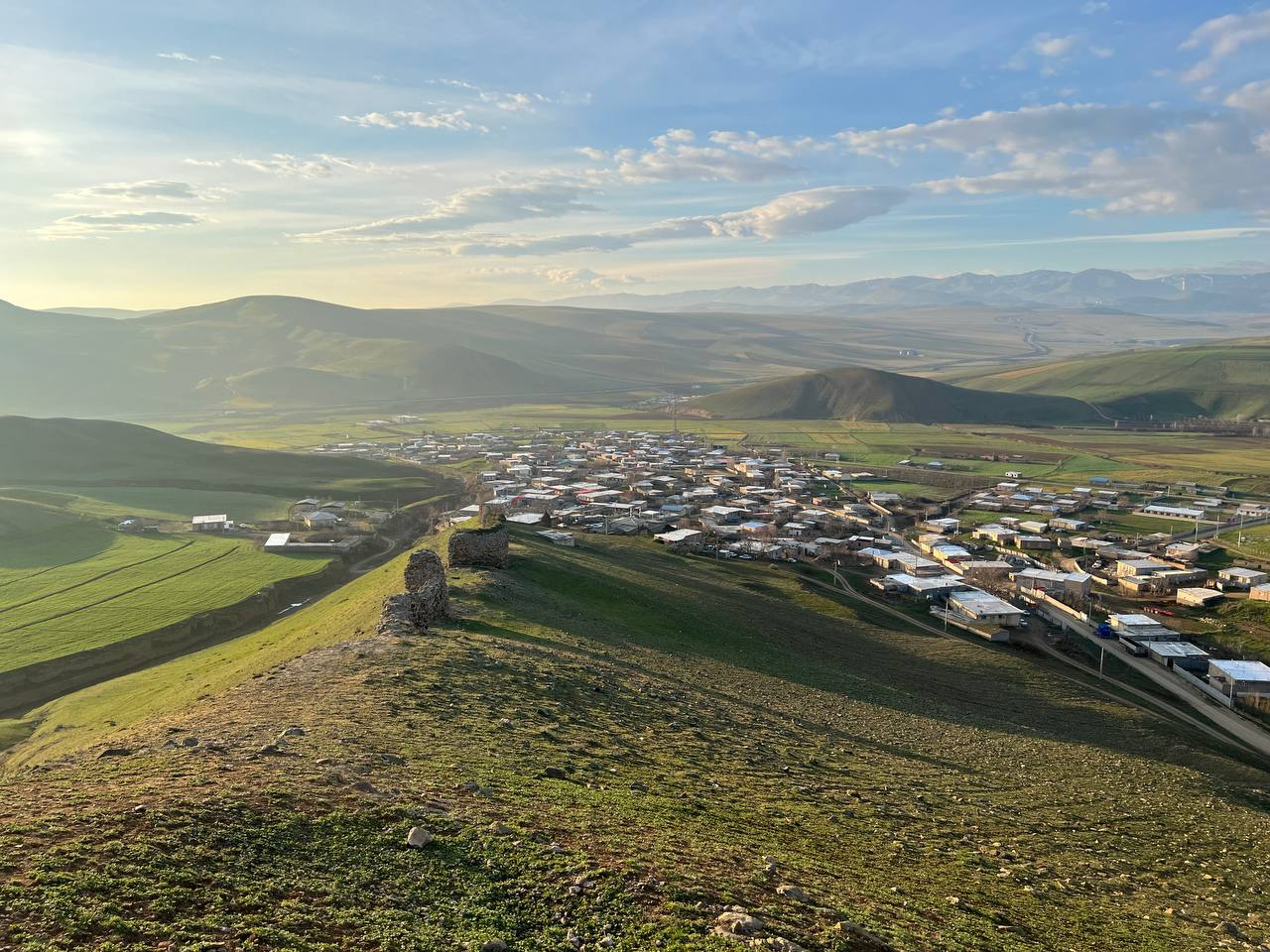

قیز قلعه‌سی مغان یکی از روستاهای تاریخی و باستانی بخش مرکزی شهرستان بیله‌سوار، در استان اردبیل ایران است. این روستا در نزدیکی مرز ایران و جمهوری آذربایجان و در دشت حاصل‌خیز مغان واقع شده‌است.

## موقعیت جغرافیایی
روستای قیز قلعه‌سی در ۱۵ کیلومتری جنوب شهر بیله‌سوار و در مسیر جاده اردبیل–بیله‌سوار قرار دارد. این روستا در نزدیکی رود خانه ساری قمیش واقع شده و از نظر موقعیت طبیعی، در منطقه‌ای جلگه‌ای با آب‌وهوای معتدل قرار دارد.روستای انجیرلو نزدیکترین آبادی به این روستا است که کمتر از یک کیلومتر فاصله دارد. 

## جمعیت
طبق سرشماری عمومی نفوس و مسکن ۱۳۹۵، روستای قیز قلعه‌سی دارای جمعیتی در حدود 1100 نفر در قالب 350 خانوار نفر بوده‌است. مردم این روستا به زبان ترکی آذربایجانی سخن می‌گویند و بیشتر به کشاورزی و دامداری مشغول‌اند.

## پیشینه تاریخی
نام این روستا برگرفته از دژ باستانی قیز قلعه‌سی (به معنای قلعه دختر) است که یکی از بناهای تاریخی مهم دشت مغان به‌شمار می‌رود. بقایای این قلعه در نزدیکی روستا  قرار دارد.قدمت این قلعه به دوره‌های اشکانی و ساسانی بازمی‌گردد.
بنای این قلعه به سده‌های پیشین مربوط است و آثار این قلعه در قسمت شمال غربی روستای قیز قلعه سی مشهود است. راجع به قیزقلعه سی افسانه‌های زیادی در بین اهالی محل مشهور است. از آن جمله گفته می‌شود که در دوران گذشته قیزقلعه سی تمدنی بزرگ و آباد بوده که روزی دسته‌ای از مارها به این شهر حمله می‌کنند و مردم از ترس مارها مجبور به ترک شهر می‌شوند. از آن زمان به بعد شهر به ویرانه تبدیل می‌شود. به نظر می‌رسد محل باجروان تاریخی محل فعلی قیز قلعه سی یا خیلی نزدیک به آن بوده‌است

## قلعه قیز قلعه‌سی
قلعه قیز قلعه‌سی با مصالحی چون قلوه‌سنگ و ملات ساروج ساخته شده و دو برج و بخش‌هایی از دیوارهای آن هنوز پابرجاست. این قلعه از نظر استراتژیک در گذشته کارکرد نظامی داشته و در سال ۱۳۴۵ به‌عنوان یکی از آثار ملی ایران به ثبت رسیده‌است.

## جاذبه‌های طبیعی و گردشگری
علاوه بر قلعه تاریخی، طبیعت بکر اطراف روستا، دشت‌های وسیع، زمین‌های کشاورزی، و مناظر اطراف رودخانه برزند از جاذبه‌های گردشگری منطقه به‌شمار می‌رود. این منطقه با وجود نزدیکی به مرز و قرار داشتن در مسیر تردد مسافران، دارای ظرفیت بالایی در زمینه گردشگری و توسعه پایدار است.